# Petrus Wernink
Petrus Adrianus Wernink (Alphen aan den Rijn, 1 de abril de 1895-Wassenaar, 29 de noviembre de 1971) fue un deportista neerlandés que compitió en vela en la clase 6.5 Metre. Participó en los Juegos Olímpicos de Amberes 1920, obteniendo una medalla de oro en la clase 6.5 Metre.

## Palmarés internacional
| Juegos Olímpicos | Juegos Olímpicos  | Juegos Olímpicos | Juegos Olímpicos |
| Año              | Lugar             | Medalla          | Clase            |
| ---------------- | ----------------- | ---------------- | ---------------- |
| 1920             | Amberes (Bélgica) | Medalla de oro   | 6.5 Metre        |